# Saint-Étienne Métropole
Saint-Étienne Métropole est une métropole française, située dans le département de la Loire et la région Auvergne-Rhône-Alpes.
Le décret 2017-1316 du 1er septembre 2017 porte création de la métropole dénommée « Saint-Étienne Métropole »  — un anglicisme — à la place de la communauté urbaine ;  la date d'effet du décret est le 1er janvier 2018.
Elle fait partie du Pôle métropolitain de 2012 à 2022.

## Historique
| Date        | Statut                     | nb comm.          |
| ----------- | -------------------------- | ----------------- |
| 1996 → 2000 | communauté de communes     | 22 - 24 - 27 - 34 |
| 2001 → 2015 | communauté d'agglomération | 34 - 43 - 45      |
| 2016 → 2017 | communauté urbaine         | 45 - 53           |
| 2018 → auj. | métropole                  | 53                |

Par arrêté préfectoral le 21 décembre 1995, la communauté de communes Saint-Étienne Métropole est créée et devient la première structure intercommunale organisant l'agglomération stéphanoise. Composée initialement de 22 communes, elle s'est progressivement agrandie et s'est transformée en communauté d'agglomération en janvier 2001 puis étendue à 43 communes en 2003.
Auparavant intégrées à la communauté de communes du Pays de Saint-Galmier, les communes d'Andrézieux-Bouthéon et La Fouillouse ont rejoint Saint-Étienne Métropole le 1er janvier 2013, ce qui a porté le nombre de membres à 45.
Le 10 septembre 2015, le conseil de communauté vote le passage en communauté urbaine qui est effectif depuis le 1er janvier 2016.
Au 1er janvier 2017, Chamboeuf, Saint-Bonnet-les-Oules et Saint-Galmier (ex communauté de communes du Pays de Saint-Galmier), La Gimond (ex communauté de communes de Forez en Lyonnais), Aboën, Saint-Maurice-en-Gourgois, Saint-Nizier-de-Fornas, Rozier-Côtes-d'Aurec (ex communauté de communes du Pays de Saint-Bonnet-le-Château) rejoignent la communauté urbaine.
Ce nouveau périmètre permet à Saint-Étienne Métropole de s’approcher des contours de son bassin de vie réel et naturel, et de dépasser le seuil de 400 000 habitants (403 000 habitants), lui permettant ainsi d’évoluer vers le statut de métropole. Ce changement de statut prend effet le 1er janvier 2018.
La métropole regroupe également 4 communes des monts du lyonnais (La Gimond, Marcenod, Saint-Bonnet-les-oules et Saint-Galmier) ainsi que 4 communes des monts du pilat (Doizieux, Pavezin, La Terrasse-sur-dorlay et La Valla-en-gier)

## Territoire communautaire

### Composition
La métropole est composée des 53 communes suivantes :

| Nom                       | Code Insee | Gentilé                   | Superficie (km2) | Population (dernière pop. légale) | Densité (hab./km2) |
| ------------------------- | ---------- | ------------------------- | ---------------- | --------------------------------- | ------------------ |
| Saint-Étienne (siège)     | 42218      | Stéphanois                | 79,97            | 172 569 (2022)                    | 2 158              |
| Aboën                     | 42001      | Abrienais                 | 8,96             | 483 (2022)                        | 54                 |
| Andrézieux-Bouthéon       | 42005      | Andréziens-Bouthéonnais   | 16,28            | 10 312 (2022)                     | 633                |
| Caloire                   | 42031      | Çalois                    | 4,7              | 322 (2022)                        | 69                 |
| Cellieu                   | 42032      | Cellieutaires             | 12,11            | 1 719 (2022)                      | 142                |
| Chagnon                   | 42036      | Chagnotaires              | 2,48             | 522 (2022)                        | 210                |
| Chambœuf                  | 42043      | Chambutaires              | 11,12            | 1 782 (2022)                      | 160                |
| Le Chambon-Feugerolles    | 42044      | Chambonnaires             | 17,51            | 12 307 (2022)                     | 703                |
| Châteauneuf               | 42053      | Castelneuviens            | 13,65            | 1 700 (2022)                      | 125                |
| Dargoire                  | 42083      | Dargoriens                | 1,92             | 523 (2022)                        | 272                |
| Doizieux                  | 42085      | Doizerains                | 28,07            | 861 (2022)                        | 31                 |
| L'Étrat                   | 42092      | Stratiens                 | 8,48             | 2 820 (2022)                      | 333                |
| Farnay                    | 42093      | Farnayrots                | 7,93             | 1 358 (2022)                      | 171                |
| Firminy                   | 42095      | Appelous                  | 10,45            | 17 128 (2022)                     | 1 639              |
| Fontanès                  | 42096      | Fontaniards ou Fontaniods | 6,63             | 686 (2022)                        | 103                |
| La Fouillouse             | 42097      | Feuillantins              | 20,57            | 4 643 (2022)                      | 226                |
| Fraisses                  | 42099      | Fraissillous              | 4,63             | 3 825 (2022)                      | 826                |
| Genilac                   | 42225      | Genilacois                | 8,67             | 3 821 (2022)                      | 441                |
| La Gimond                 | 42100      | Gimoniots                 | 3,37             | 278 (2022)                        | 82                 |
| La Grand-Croix            | 42103      | Grand-Croisiens           | 4,05             | 4 951 (2022)                      | 1 222              |
| L'Horme                   | 42110      | L'Hormois                 | 4,4              | 4 868 (2022)                      | 1 106              |
| Lorette                   | 42123      | Lorettois                 | 3,41             | 4 896 (2022)                      | 1 436              |
| Marcenod                  | 42133      | Marcenodaires             | 9                | 680 (2022)                        | 76                 |
| Pavezin                   | 42167      | Pavezinois                | 8,87             | 399 (2022)                        | 45                 |
| La Ricamarie              | 42183      | Ricamandois               | 6,95             | 8 162 (2022)                      | 1 174              |
| Rive-de-Gier              | 42186      | Ripagériens               | 7,33             | 15 457 (2022)                     | 2 109              |
| Roche-la-Molière          | 42189      | Rouchons                  | 17,44            | 9 853 (2022)                      | 565                |
| Rozier-Côtes-d'Aurec      | 42192      | Roziérois                 | 13,89            | 422 (2022)                        | 30                 |
| Saint-Bonnet-les-Oules    | 42206      | Saint-Bonnétaires         | 12,41            | 1 817 (2022)                      | 146                |
| Saint-Chamond             | 42207      | Couramiauds               | 54,88            | 35 586 (2022)                     | 648                |
| Saint-Christo-en-Jarez    | 42208      | Christodaires             | 21,77            | 1 888 (2022)                      | 87                 |
| Saint-Galmier             | 42222      | Baldomériens              | 19,47            | 5 848 (2022)                      | 300                |
| Saint-Genest-Lerpt        | 42223      | Lerptiens                 | 12,68            | 6 182 (2022)                      | 488                |
| Saint-Héand               | 42234      | Héandais                  | 31,3             | 3 684 (2022)                      | 118                |
| Saint-Jean-Bonnefonds     | 42237      | Saint-Jeandaires          | 11,59            | 6 594 (2022)                      | 569                |
| Saint-Joseph              | 42242      | Saint-Josephais           | 8,05             | 1 978 (2022)                      | 246                |
| Saint-Martin-la-Plaine    | 42259      | Saint-Martinaires         | 9,7              | 3 768 (2022)                      | 388                |
| Saint-Maurice-en-Gourgois | 42262      | Gargomançois              | 31,83            | 1 824 (2022)                      | 57                 |
| Saint-Nizier-de-Fornas    | 42266      | Niziérois                 | 15,88            | 653 (2022)                        | 41                 |
| Saint-Paul-en-Cornillon   | 42270      | Cornillonais              | 3,72             | 1 348 (2022)                      | 362                |
| Saint-Paul-en-Jarez       | 42271      | Sampoutaires              | 19,98            | 4 758 (2022)                      | 238                |
| Saint-Priest-en-Jarez     | 42275      | Mounards                  | 3,07             | 6 318 (2022)                      | 2 058              |
| Saint-Romain-en-Jarez     | 42283      | Saint-Romanaires          | 16,96            | 1 209 (2022)                      | 71                 |
| Sainte-Croix-en-Jarez     | 42210      | Cartusiens                | 12,05            | 484 (2022)                        | 40                 |
| Sorbiers                  | 42302      | Sorbérans                 | 12,19            | 8 071 (2022)                      | 662                |
| La Talaudière             | 42305      | Talaudiérois              | 7,63             | 7 103 (2022)                      | 931                |
| Tartaras                  | 42307      | Tartarinaires             | 3,91             | 957 (2022)                        | 245                |
| La Terrasse-sur-Dorlay    | 42308      | Pontaires ou Dorlaisiens  | 8,69             | 771 (2022)                        | 89                 |
| La Tour-en-Jarez          | 42311      | Tourangeois               | 5,05             | 1 484 (2022)                      | 294                |
| Unieux                    | 42316      | Unieutaires               | 8,58             | 8 495 (2022)                      | 990                |
| Valfleury                 | 42320      | Valfleurantins            | 8,77             | 710 (2022)                        | 81                 |
| La Valla-en-Gier          | 42322      | Vallauds                  | 34,78            | 1 118 (2022)                      | 32                 |
| Villars                   | 42330      | Villardaires              | 5,72             | 7 705 (2022)                      | 1 347              |

### Démographie
| 1968    | 1975    | 1982    | 1990    | 1999    | 2006    | 2011    | 2016    | 2022    |
| ------- | ------- | ------- | ------- | ------- | ------- | ------- | ------- | ------- |
| 434 076 | 445 790 | 432 882 | 431 823 | 408 009 | 404 428 | 399 131 | 404 048 | 407 700 |

## Administration

### Siège
Depuis le 20 septembre 2010, son siège est installé au sein de la Cité Gruner, dans le quartier de Châteaucreux, à Saint-Étienne.

### Les élus
La métropole est gérée par un conseil de métropole (ou conseil métropolitain) composé de 123 membres représentant chacune des communes membres et élus pour une durée de six ans.
Ils sont répartis comme suit :
| Nombre de conseillers | Communes |
| --------------------- | --- |
| 42                    | Saint-Étienne |
| 8                     | Saint-Chamond |
| 4                     | Firminy |
| 3                     | Le Chambon-Feugerolles, Rive-de-Gier |
| 2                     | Andrézieux-Bouthéon, La Grand-Croix, L'Horme, Lorette, La Ricamarie, Roche-la-Molière, Saint-Galmier, Saint-Genest-Lerpt, Saint-Jean-Bonnefonds, Saint-Paul-en-Jarez, Saint-Priest-en-Jarez, Sorbiers, La Talaudière, Unieux, Villars, |
| 1 (+ 1 suppléant)     | les 33 autres communes |

### Présidence
| Période        | Période                       | Identité          | Étiquette            | Qualité                              |
| -------------- | ----------------------------- | ----------------- | -------------------- | ------------------------------------ |
| 8 janvier 1996 | 14 avril 2008                 | Michel Thiollière | UDF puis UMP-RAD     | Maire de Saint-Étienne (1994 → 2008) |
| 14 avril 2008  | 24 avril 2014                 | Maurice Vincent   | PS                   | Maire de Saint-Étienne (2008 → 2014) |
| 24 avril 2014  | En cours (au 13 octobre 2022) | Gaël Perdriau,    | UMP puis LR puis DVD | Maire de Saint-Étienne (2014 → )     |

À partir du 8 décembre 2022, le premier vice-président Hervé Reynaud assure la présidence par intérim de la métropole. Avec l'élection de ce dernier au Sénat, il est contraint d'abandonner cette fonction et depuis le 10 octobre 2023, la deuxième vice-présidente Sylvie Fayolle le remplace. 

#### Les vice-présidents
|     | Nom                 | Parti | Parti | Mandats                            | Délégations                                                                                                |
| --- | ------------------- | ----- | ----- | ---------------------------------- | --- |
| 1er | Hervé Reynaud       |       | DVD   | Maire de Saint-Chamond             | Administration générale, marchés publics, grands projets d'aménagement et grands équipements               |
| 2e  | Sylvie Fayolle      |       | SE    | Maire de Saint-Paul-en-Cornillon   | Développement durable et transition écologique                                                             |
| 3e  | Georges Hallary     |       | DVD   | Adjoint au maire de Saint-Étienne  | Développement économique, innovation et relations internationales                                          |
| 4e  | Siham Labich        |       | MoDem | Adjointe au maire de Saint-Étienne | Cohésion sociale, politique de la ville, handicap, lutte contre les discriminations et économie circulaire |
| 5e  | Christian Julien    |       | DVG   | Maire de Saint-Genest-Lerpt        | Finances et budget                                                                                         |
| 6e  | Gilles Thizy        |       | SE    | Maire de Marcenod                  | Cohésion territoriale et stratégie foncière                                                                |
| 7e  | Christophe Faverjon |       | PCF   | Maire d'Unieux                     | Enseignement supérieur                                                                                     |
| 8e  | Gilles Artigues     |       | UDI   | Adjoint au maire de Saint-Étienne  | Logement et habitat                                                                                        |
| 9e  | Luc François        |       | DVD   | Maire de La Grand-Croix            | Transports et mobilités                                                                                    |
| 10e | David Fara          |       | DVD   | Maire du Chambon-Feugerolles       | Agriculture, transition agricole et alimentaire                                                            |
| 11e | Marc Chassaubene    |       | DVD   | Adjoint au maire de Saint-Étienne  | Design, culture et numérique                                                                               |
| 12e | Julien Luya         |       | LR    | Maire de Firminy                   | Contrats de rivière, gestion des milieux aquatiques et prévention des inondations (GEMAPI)                 |
| 13e | Robert Karulak      |       | LR    | Adjoint au maire de Saint-Étienne  | Patrimoine et tourisme                                                                                     |
| 14e | François Driol      |       | DVC   | Maire d'Andrézieux-Bouthéon        | Gestion et traitement des déchets                                                                          |
| 15e | Denis Barriol       |       | DVD   | Maire de Genilac                   | Ressources humaines                                                                                        |
| 16e | Vincent Bony        |       | PCF   | Maire de Rive-de-Gier              | Voirie |
| 17e | Delphine Jusselme   |       | DVD   | Adjointe au maire de Saint-Étienne | Emploi et insertion                                                                                        |
| 18e | Bernard Bonnet      |       | SE    | Maire de Saint-Maurice-en-Gourgois | Eau |
| 19e | Andonella Flechet   |       | DVD   | Adjointe au maire de Saint-Chamond | Assainissement                                                                                             |

|     | Nom                   | Parti | Parti | Mandats                                                     | Délégations                                                                                                |
| --- | --------------------- | ----- | ----- | ----------------------------------------------------------- | --- |
| 1re | Sylvie Fayolle        |       | SE    | Maire de Saint-Paul-en-Cornillon                            | Développement durable et transition écologique et administration générale                                  |
| 2e  | Nora Berroukèche      |       | DVD   | Adjointe au maire de Saint-Étienne                          | Développement économique, innovation, relations internationales et plan de relance                         |
| 3e  | Siham Labich          |       | MoDem | Adjointe au maire de Saint-Étienne                          | Cohésion sociale, politique de la ville, handicap, lutte contre les discriminations et économie circulaire |
| 4e  | Christian Julien      |       | DVG   | Maire de Saint-Genest-Lerpt                                 | Finances et budget                                                                                         |
| 5e  | Gilles Thizy          |       | SE    | Maire de Marcenod                                           | Cohésion territoriale et stratégie foncière                                                                |
| 6e  | Christophe Faverjon   |       | PCF   | Maire d'Unieux                                              | Enseignement supérieur                                                                                     |
| 7e  | Gilles Artigues       |       | UDI   | Adjoint au maire de Saint-Étienne                           | Logement et habitat                                                                                        |
| 8e  | Luc François          |       | DVD   | Maire de La Grand-Croix                                     | Transports et mobilités                                                                                    |
| 9e  | David Fara            |       | DVD   | Maire du Chambon-Feugerolles                                | Agriculture, transition agricole et alimentaire                                                            |
| 10e | Marc Chassaubene      |       | DVD   | Adjoint au maire de Saint-Étienne                           | Design, culture et numérique                                                                               |
| 11e | Julien Luya           |       | LR    | Maire de Firminy                                            | Contrats de rivière, gestion des milieux aquatiques et prévention des inondations (GEMAPI)                 |
| 12e | Robert Karulak        |       | LR    | Adjoint au maire de Saint-Étienne                           | Patrimoine et tourisme                                                                                     |
| 13e | François Driol        |       | DVC   | Maire d'Andrézieux-Bouthéon                                 | Gestion et traitement des déchets                                                                          |
| 14e | Denis Barriol         |       | DVD   | Maire de Genilac                                            | Ressources humaines                                                                                        |
| 15e | Vincent Bony          |       | PCF   | Maire de Rive-de-Gier                                       | Voirie |
| 16e | Bernard Bonnet        |       | SE    | Maire de Saint-Maurice-en-Gourgois                          | Eau |
| 17e | Andonella Flechet     |       | DVD   | Adjointe au maire de Saint-Chamond                          | Assainissement                                                                                             |
| 18e | Jean-Luc Degraix      |       | DVD   | Adjoint au maire puis conseiller municipal de Saint-Chamond | Marchés publics, grands projets d'aménagement et grands équipements métropolitains                         |
| 19e | Ramona Gonzalez-Grail |       | PS    | Maire de La Talaudière                                      | Politiques d'insertion par l'économie et emploi                                                            |

### Compétences
Saint-Étienne Métropole exerce les compétences obligatoires d'une métropole :
- développement économique,
- aménagement de l'espace communautaire,
- équilibre social de l'habitat,
- Politique de la ville,
- transport urbain.

Elle exerce également certaines compétences optionnelles :
- Création ou aménagement et entretien de voiries.
- Les parcs de stationnement.
- En matière de protection et de mise en valeur de l'environnement et du cadre de vie.
- L'assainissement des eaux usées.
- La gestion d'équipements culturels et sportifs.

Transports : la communauté urbaine est l'Autorité Organisatrice de Transports qui gère le réseau STAS de transport en commun de l'agglomération.

### Identité visuelle

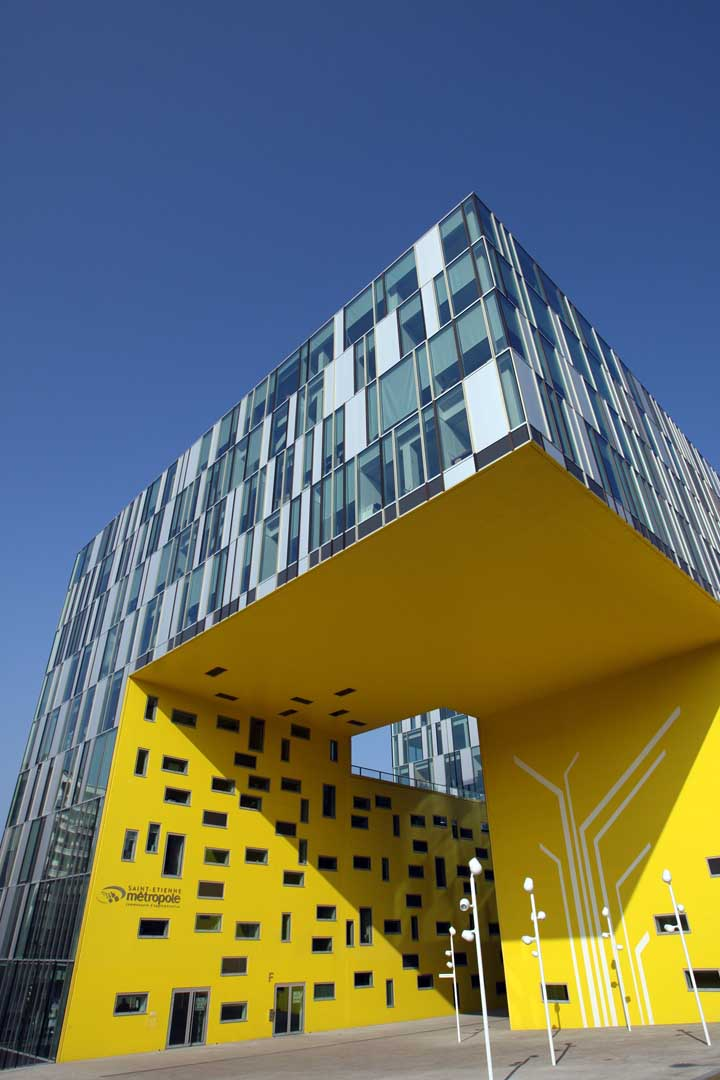
Précédent logo de SÉM, visible auparavant au siège Cité Grüner
Logo de SÉM depuis le 14 juin 2018

Un nouveau logo est présenté au public le 14 juin 2018 par le président de Saint-Étienne Métropole, Gaël Perdriau. Quelques mois après être devenue la 22e métropole française, elle prend une nouvelle identité visuelle qui vise à la moderniser. Le nouveau logo représente un rectangle vert, qui ressemble à un phylactère, réunissant les trois lettres du sigle « SÉM », pour Saint-Étienne Métropole. Identité qui rassemble ainsi les 53 communes du territoires.

### Magazine
En juin 2018, Saint-Étienne Métropole crée un nouveau magazine appelé « SÉM LE MAG ». Ce trimestriel permet de découvrir les initiatives, les événements et les aménagements qui se déroulent dans les communes de la métropole. Il reprend dans son titre l'acronyme « SÉM », présent sur le nouveau logo, ainsi que « LE MAG », abréviation de « LE MAGAZINE ».

### Régime fiscal et budget
Le régime fiscal de la métropole est la fiscalité professionnelle unique (FPU).